# Карські Ворота
Ка́рські Воро́та — протока між островами Південний і Вайгач, сполучає моря Баренцево і Карське.
- Довжина — 33 км.
- Ширина — близько 45 км.
- Найбільша глибина — 119 м.
- Найменша глибина на фарватері — 52 м.

Значну частину року покрита кригою. Стратегічний прохід Північного морського шляху.

## Гідрографія і клімат
Узбережжя по обидва боки високе і кам'янисте, протока має довжину 33 км і найменшу ширину 50 км, глибина змінюється від 7 м на мілині «Персей» до 230 м в його східній частині. Уздовж його середній частині проходить звивиста улоговина з глибинами понад 100 м і шириною не більше 5 км.
Температура води в протоці не перевищує 13,5 °C, її середня температура становить 0,9 °C. Зазвичай протока покрита льодом більшу частину року, але в теплі роки, під сильним впливом теплої течії Гольфстрим, може бути вільна від льоду протягом більшої частини зими. На захід від протоки розташована південно-східна частина Печорського моря, яка замерзає взимку при ослабленні впливу атлантичних циклонів і при ослабленні теплої течії в Баренцовому морі. Наявність або відсутність льодового покриття в Карських Воротах як правило збігається з його наявністю в Печорському морі на захід — південний захід від протоки.